# Antropogênese
A antropogênese (português brasileiro) ou antropogénese (português europeu)  é objeto da antropologia e está definida como o estudo da origem e do desenvolvimento da espécie humana, seja ele por bases teóricas científicas, culturais ou mitológicas. O termo tem origem no grego ánthropos (homem) e génesis (origem), e possui como conceitos similares antropogonia e antropogenia, este último associado ao estudo da ontogenia e filogenia humanas.

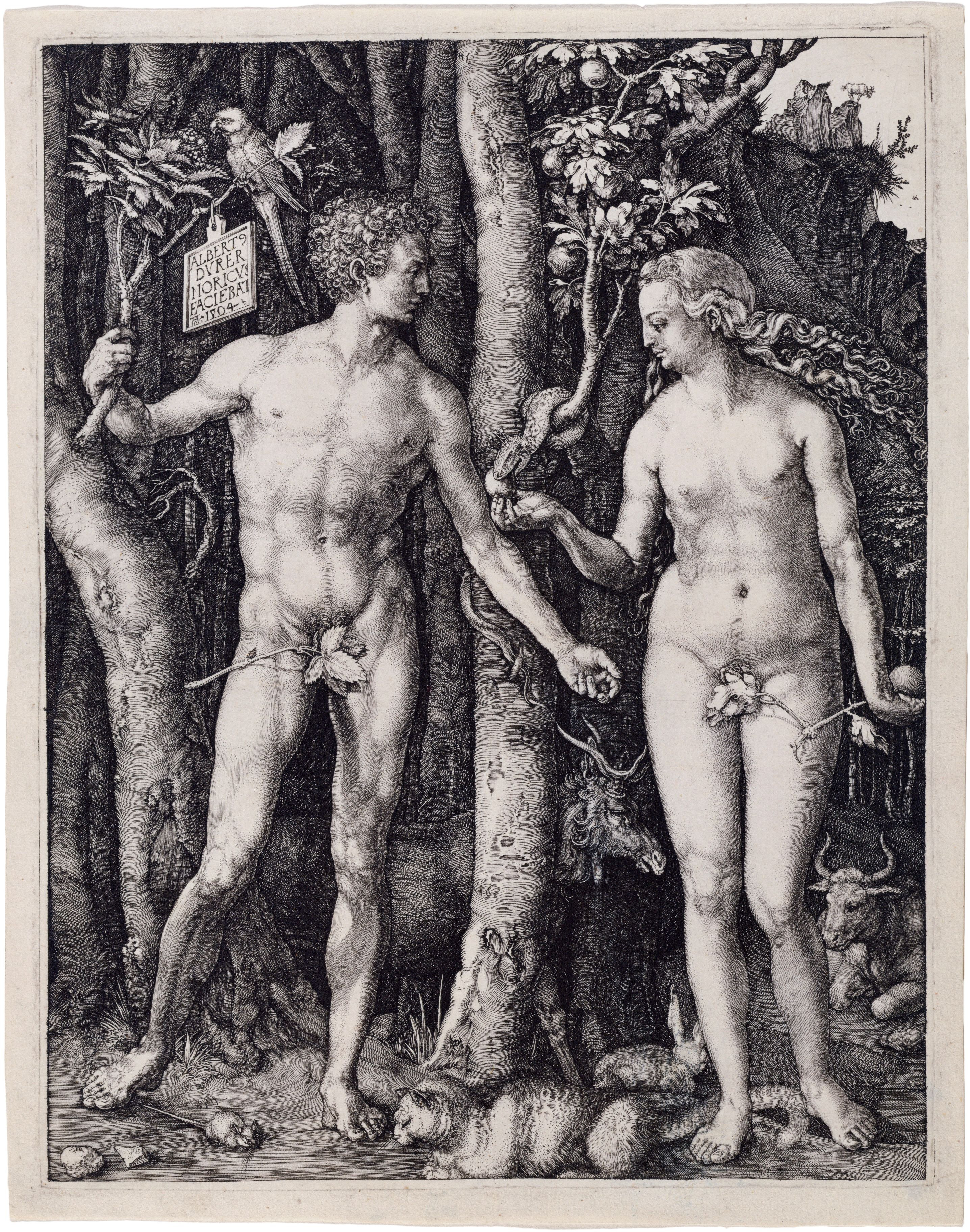
Adão e Eva, gravura de 1504

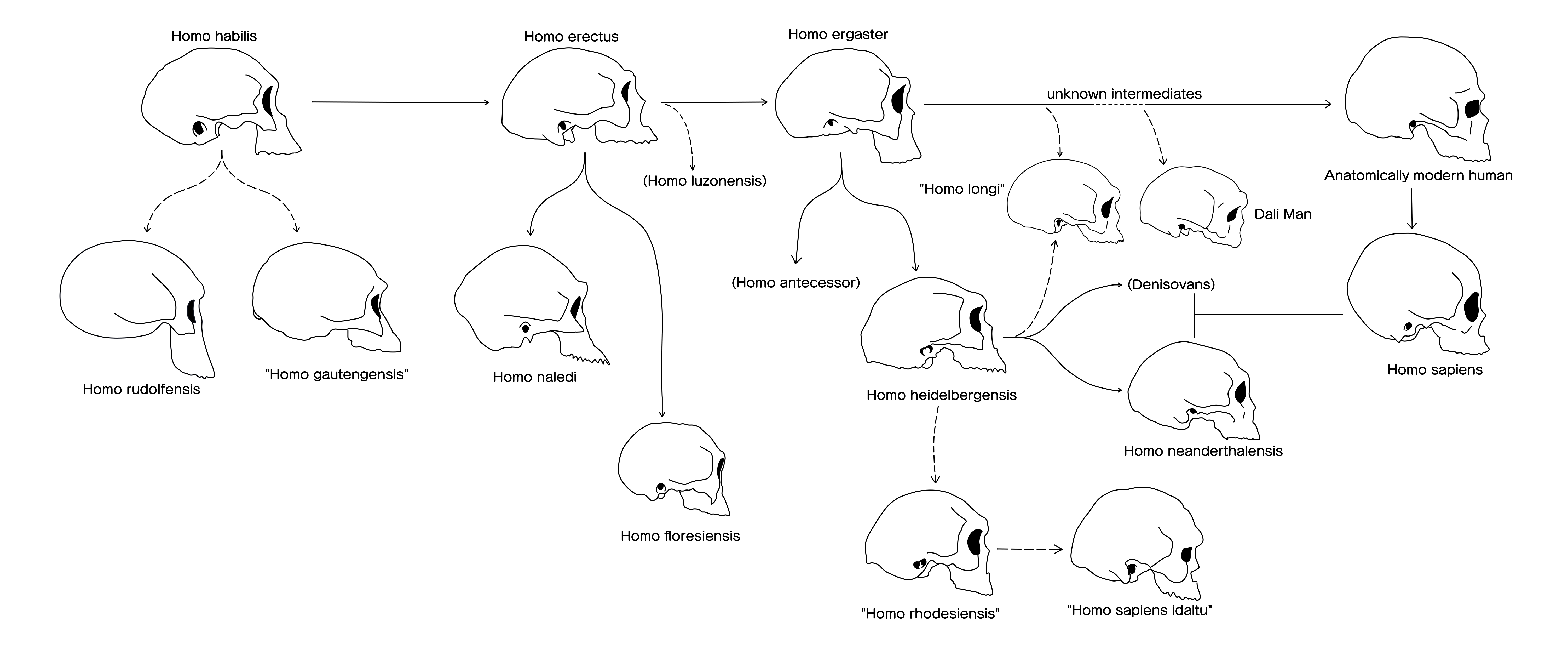
Imagem ilustrativa da evolução craniana de primatas

Historicamente, a antropogênese abarcou teses das mais variadas origens, dentre as quais podem ser citadas as mitológica-culturais, associadas a explicações desenvolvidas por povos a fim de construir uma narrativa condizente para a origem do ser humano, até às científicas, as quais estão fundamentadas em hipóteses e pesquisa empírica interdisciplinar, as quais abarcam desde as ciências biológicas às humanas e às exatas.
Nesse meio, a antropogênese científica busca responder a algumas questões, dentre as quais pode-se destacar:
Identificar e explicar as diferenças estruturais e moleculares entre humanos e membros da família hominídea geneticamente relacionada com grandes símios;
definir e explicar as origens evolutivas dos humanos, em especial compreender os eventos dos últimos 15 milhões de anos de grandes primatas e evolução humana;
identificar especializações funcionais humanas em relação a outros hominídeos e explicar os mecanismos genéticos e biológicos envolvidos na geração dessas especializações; e identificar e explicar os mecanismos externos, sejam eles ambientais, culturais, que afetam a seleção e expressão destas especializações funcionais humanas.

## Teorias científicas
Não existe um consenso sobre qual a origem da espécie humana. Mesmo no meio científico, há controvérsias sobre o assunto e existem diversas teorias sobre como o ser humano, da maneira que conhecemos hoje, surgiu. A teoria científica mais aceita  é a de que o ser humano moderno (Homo sapiens) surgiu na África, há cerca de 200 mil anos, decorrente de um processo evolutivo.  Evidências genéticas e de medições de crânios fósseis corroboram com a teoria do surgimento do homem na África.
Acredita-se que os primeiros hominídeos evoluíram de um ancestral comum compartilhado com os grandes símios de hoje (orangotangos, gorilas e chimpanzés).

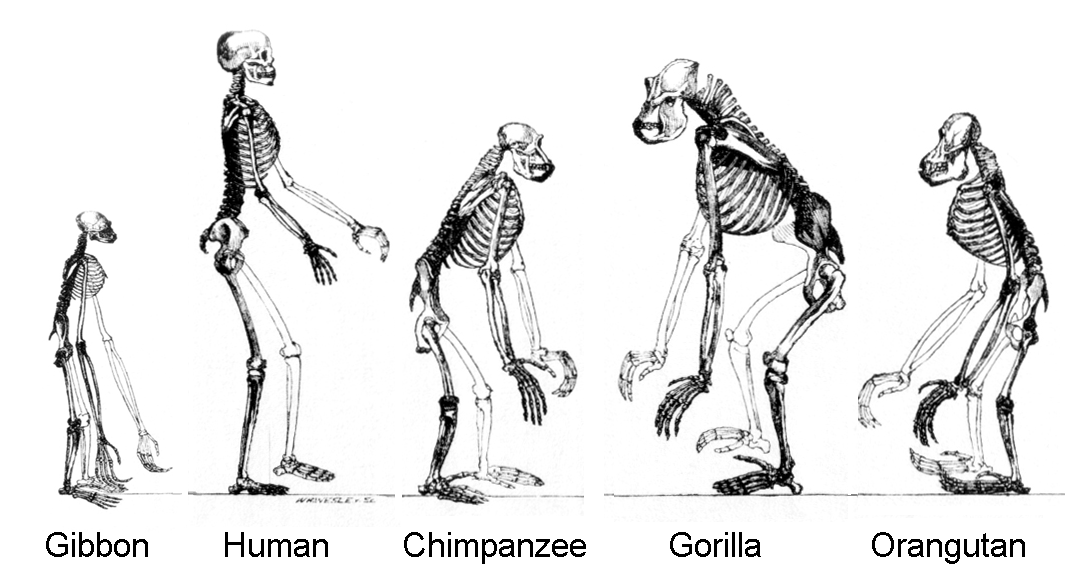
Comparação entre esqueletos de humanos, gibãos, gorilas, orangotangos e chimpanzés

O surgimento do gênero Homo teria ocorrido há cerca de 2 milhões de anos atrás, tendo como características que os diferenciam de espécies anteriores, por exemplo dos  Australopithecus, a dentição, face e prognatismo menores, e também menor dimorfismo sexual, aumento da capacidade craniana e bipedia obrigatória, com essa diferenciação se tornando maior ao decorrer do surgimento de novas espécies. Os primeiros hominíneos a surgirem foram os Homo habilis e os Homo rudolfensis, que ainda possuíam características semelhantes aos Australopithecus, o que gera discussões entre os paleoantropólogos se eles seriam mesmo os primeiros representantes do gênero Homo.
Seguindo a linha evolutiva, surge, então, o Homo erectus, espécie que teria passado por uma maior transição morfológica, com fósseis datados a cerca de 1,9 milhões de anos, encontrados no leste e no sul da África. Também foram encontrados fósseis na Ásia, com datação de 1,6 milhões de anos, o que indica, possivelmente, a primeira saída do gênero da África. Esta seria a espécie mais parecida com a do ser humano moderno, possuindo face plana, nariz proeminente, braços mais curtos, pernas mais longas, massa corpórea maior e bipedia estritamente terrestre. Foram observadas mudanças de comportamento também, como a saída da África, manipulação de grandes ferramentas, predação de mamíferos de médio e grande porte e o uso do fogo, sendo os primeiros a realizarem tal feito. O Homo erectus teria sobrevivido até cerca de 125 mil anos atrás, sendo sucedido pelo Homo heidelbergensis, que possuía uma maior encefalização.
A migração dos hominídeos da África para outros locais do planeta ocorreu cerca de 1,85 milhões de anos atrás. E, há cerca de 500 mil anos, no final do Pleistoceno Médio surgem os Homo neanderthalensis, uma evolução do gênero Homo que ocorre graças às diferenças climáticas na Eurásia. Eles eram mais robustos, com corpos mais compactos e maior tamanho craniano que o dos humanos modernos; eram bons caçadores e bem adaptados a climas frios. Simultaneamente, há cerca de 300 e 200 mil anos, ocorre a evolução dos Homo sapiens na África, adquirindo características dos humanos modernos. Com a sua migração para Ásia, depois para a Oceania e Europa e, posteriormente, para as Américas, ele acaba substituindo espécies arcaicas. Homo neanderthalensis e Homo sapiens conviveram juntos na Europa e no oeste asiático a partir de cerca de 200 mil anos atrás, possuindo um último ancestral em comum, que por conta da falta de fósseis encontrados, não pode ser detalhado. ocorrendo cruzamento entre as duas espécies.

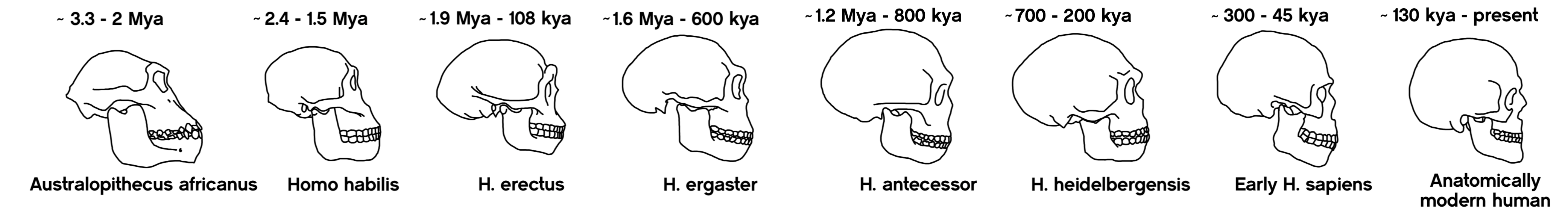
Evolução de crânios do gênero Homo

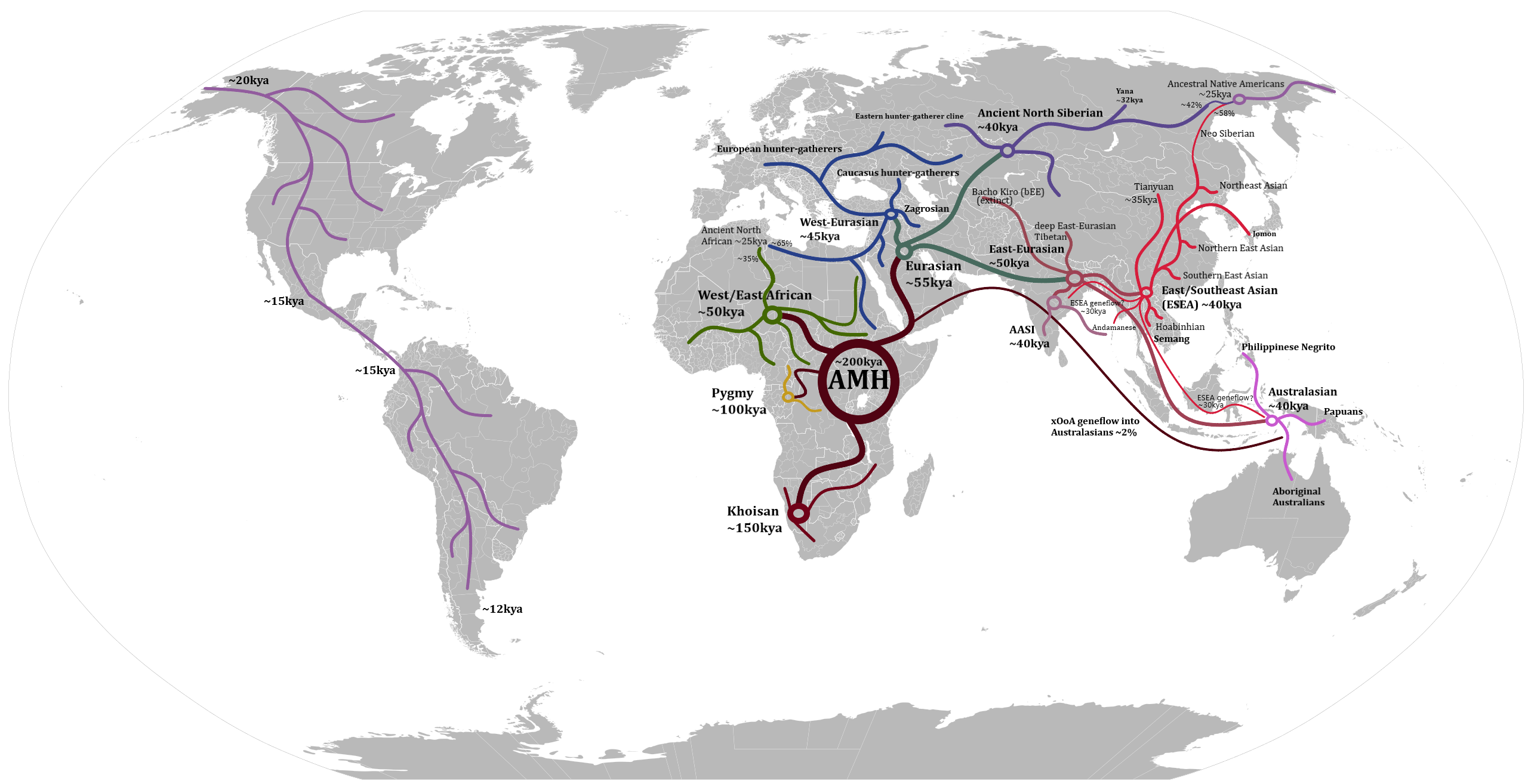
Representação de rotas da migração humana com origem na África

Com a chegada na Europa é observada uma maior longevidade do Homo sapiens, o que pode ser explicado por sua passagem por um extenso período de desenvolvimento e a aquisição de um pacote cultural que levou à diminuição da mortalidade. Ademais, entre 14 e 12 mil anos atrás, ocorre a sedentarização da espécie humana, processo em que humanos deixam de ser nômades e passam a dominar a agricultura e domesticação de animais. Os seres humanos como conhecemos hoje, que têm domínio da linguagem, convivência em grandes grupos, agricultura, entre outros, contudo, não surgiram do dia para a noite. Para que sua origem acontecesse foi necessário um processo de milhares de anos, que é estudado por paleoantropólogos de forma muito detalhada, mesmo com a grande dificuldade de encontrar fósseis de períodos tão longínquos.

## Antiguidade clássica

### Grécia

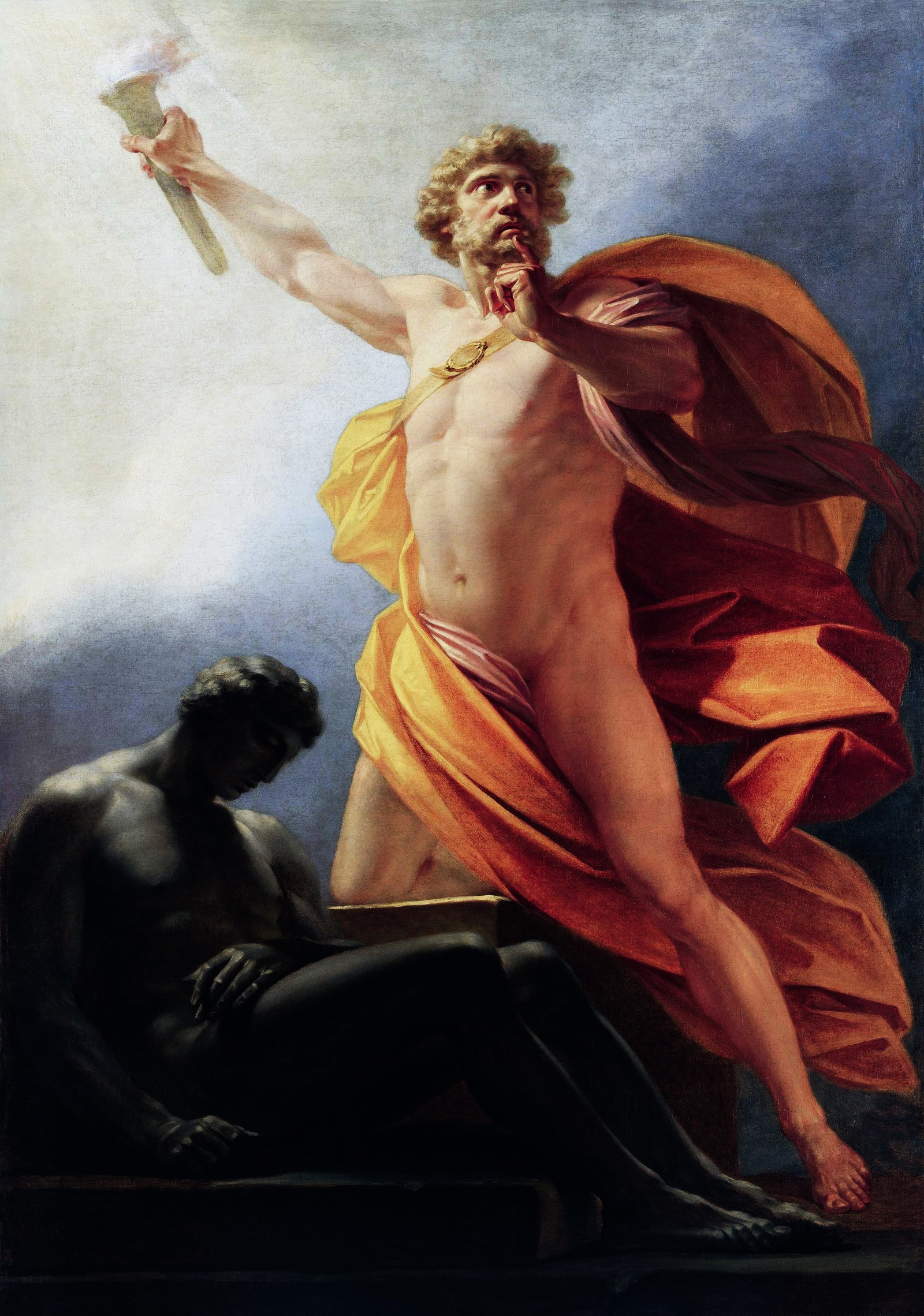
Prometeu leva o fogo para a humanidade

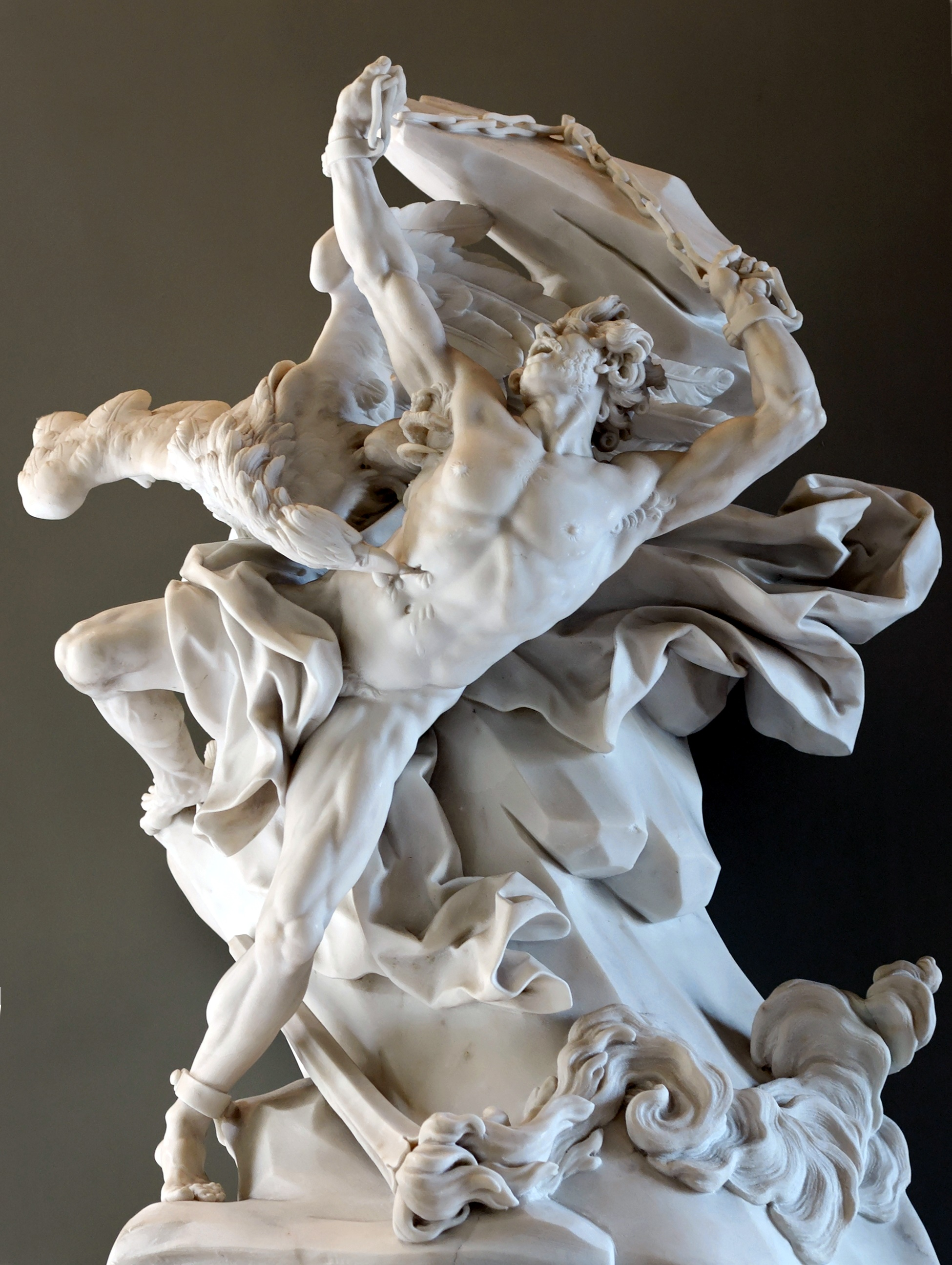
Prometeu recebendo sua punição; escultura por Nicolas-Sébastien Adam

Em algumas versões da mitologia grega, acredita-se que Prometeu foi o criador da humanidade, a partir do barro. O titã criou os humanos ao se sentir vazio e solitário. Certo dia, ele se sentou nas colinas da região grega da Fócia, pegou uma porção de terra, misturou um pouco de água e começou a moldar o barro. Ao terminar, ficou admirado com sua criação e resolveu fazer várias réplicas. Prometeu então, os presenteou com a vida: a argila foi se transformando em carne, pele e osso. Mais tarde, ele enfureceu os deuses do Olimpo, tirando deles o fogo e entregando-o à humanidade na forma de tecnologia, sabedoria e civilização.
Zeus, rei dos deuses do Olimpo, condenou Prometeu ao sofrimento eterno pela sua insolência. Prometeu foi amarrado a uma rocha, e uma águia foi enviada para comer seu fígado. Seu fígado voltaria a crescer durante a noite, apenas para ser comido novamente no dia seguinte em um ciclo contínuo.

## Américas

### Indígenas ameríndios
Na cultura indígena ameríndia, ainda que composta por muitas etnias diferentes entre si, não parecia haver uma máquina antropológica de hierarquização entre os animais não humanos e os humanos - ou melhor, a distinção entre esses grupos não ocupava a mesma função do que no mundo ocidental. Segundo o literato indígena “O banquete dos deuses: conversa sobre a origem e a cultura brasileira” de Daniel Munduruku, representante da etnia Tapajó, “uma árvore, um rio, um ser humano, o fogo, a água, o vento, a terra os demais seres vivos, todos são espíritos e fazem parte da trama da vida, são familiares que dividem o mesmo destino. Se na  história  da  criação  da  humanidade,  cada  povo  precisa  distanciar-se  do  mundo animal para se encontrar como povo, para criar uma cultura comunitária e um modo de vida, não há   distanciamento   que   cause   rupturas   nessa   trama,   tudo   permanece   interconectado”. 

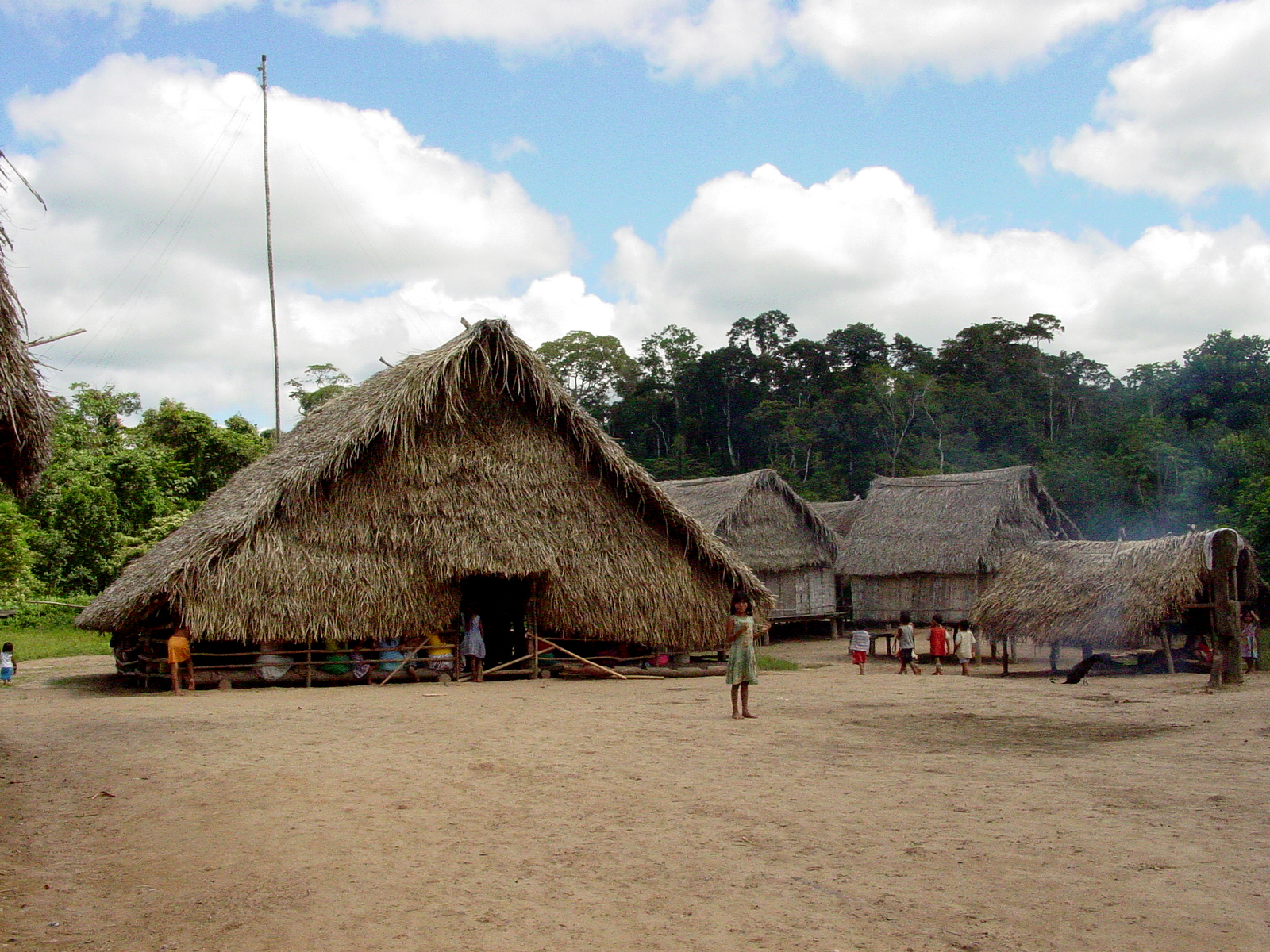
Construções Kaxinawá no Acre

Nesse sentido, para o povo Kaxinawá, que habita áreas ribeirinhas do Acre,  a partícula “nawa” designa tanto os homens pertencentes a outras culturas quanto os animais e plantas - sendo o encontro com o diferente uma oportunidade de transcendência e transformação. Além disso, muitos mitos de origem de povos ameríndios diversos apontam animais como seus ancestrais. A etnia Mawé, por exemplo, surge da interação entre “uma mulher, uma árvore, um rio e um buraco na terra, sendo precedido de vários animais que nascem como irmãos do mesmo útero da  terra  antes  do  primeiro  homem”
Ademais, outra noção relevante é a de que, para muitos povos da floresta, não se deve matar mais animais do que se pode comer; a caça deve ocorrer com animais livres e perante a necessidade de alimentação do grupo caçador. Isso porque, para o povo Wari’, a instância divina mais profunda é representada pelos Xamãs, seres com uma dualidade de corpos humana e animal. A aldeia, então, representaria um lugar de passagem entre humanos e animais: “Se os animais são potencialmente humanos, os Wari’ são potencialmente presas, de modo que a humanidade não é algo inerente, mas uma posição pela qual se deve lutar todo o tempo".
Outro exemplo de povo com uma complexa visão antropogênica são os Desanos, um dos grupos e etnias indígenas que habitam nas margens do rio Uaupés e seus afluentes, autodenominam-se Umükomahsã, gente do universo, estando espalhados pelos rios Tiquié e Papuri e seus principais afluentes.

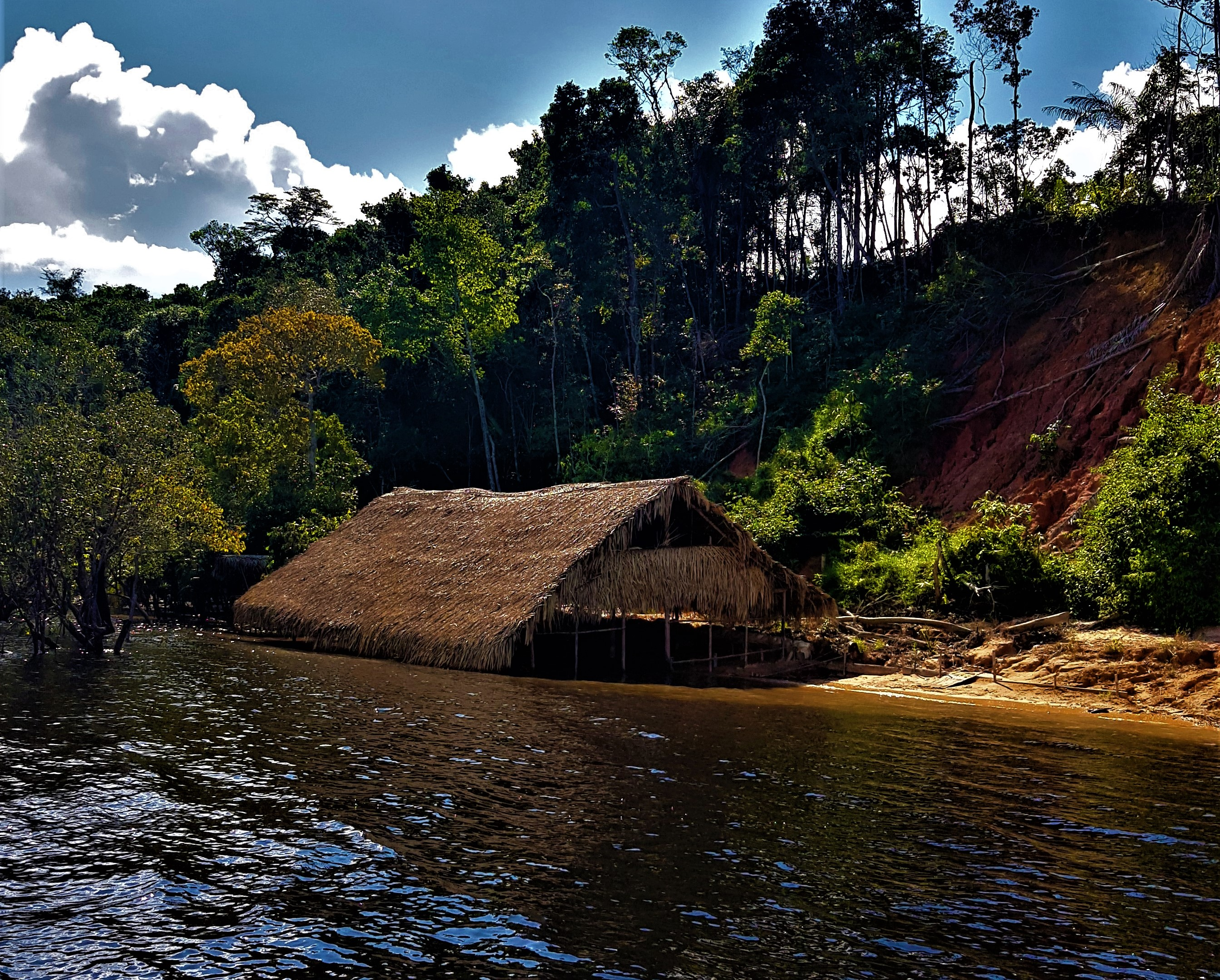
Maloca do povo Desana

Dentro de sua extensa cosmologia, os Desana organizaram uma forma de pensar sobre a própria origem humana partindo inicialmente da criação do mundo e da ‘’Avó do mundo’’. No princípio, o mundo não existia e as trevas cobriam tudo. Enquanto não havia nada, apareceu uma mulher por si mesma. Ela apareceu sustentando-se sobre seu banco de quartzo branco, cobriu-se com seus enfeites e fez como um quarto. Esse quarto chama-se Uhtãboho taribu, o “Quarto de Quartzo Branco”. A mulher se chamava Yebá Buró, a “Avó do Mundo”. Mascando ipadu e fumando cigarro, ela transformou o ipadu em trovões, os ‘’Avôs do Mundo’’. Cada um dos cinco trovões recebeu uma maloca, e somente dentro delas havia luz, no resto do mundo havia somente escuridão. Yebá Buró havia dado origem a eles para que pudessem criar a luz, os rios e a futura humanidade, mas ao perceber que eles não conseguiriam, ela teve a ideia de dar origem a um outro ser, este que apareceu da fumaça que saia de seu cigarro e não possuía corpo, ‘’Era um ser que não se podia tocar, nem ver.’’ Depois de tê-lo pego com o seu pari, ela o saudou, nomeando-o Umukosurãpanami, “Bisneto do Mundo”. Com a ajuda da avó do mundo, criou o Sol, e a Terra e suas camadas, Umukosurãpanami conjuntamente com o terceiro trovão foram à maloca e pegaram as riquezas lá existiam, sob as quais realizaram ritos, ensinados pela Avó, e assim todas as riquezas se transformaram em gente. Em cada maloca aconteceu a mesma coisa, e assim se deu a humanidade.
As primeiras malocas estão na beira do "Lago de Leite", o oceano. As outras estão nas costas do Brasil, no rio Amazonas, no rio Negro, no rio Uaupés e, por fim, no rio Tiquié. Foi dessa forma, segundo o povo Desana que a humanidade teve sua origem.
Portanto, vê-se que a visão antropogênica difere tanto entre as culturas indígenas ameríndias quanto em relação ao mundo ocidental. É primordial visar compreendê-las e valorizá-las, haja vista que por muitos séculos sua subalternização foi dada com o fim de justificar a colonização desses povos. O predomínio de uma visão etnocêntrica silencia os diferentes modos de vida e impede que soluções para problemas contemporâneos - como o aquecimento global, por exemplo - sejam encontradas, como discorre Ailton Krenak em sua obra “Futuro Ancestral”.

## Ásia

### Mesopotâmia

#### Sumérios

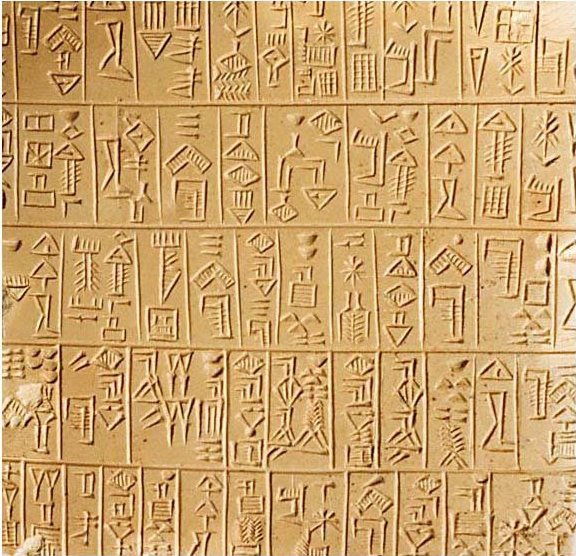
Tábua com escrita cuneiforme

Os primeiros mitos de criação do homem na região que hoje conhecemos como Ásia remontam à civilização suméria, que se estabeleceu na região sul da Mesopotâmia no período entre 4 500 a.C. e 1 900 a.C.
A origem da escrita cuneiforme, por volta de meados de 3 200 a.C. é atribuída ao povo sumério. O advento da escrita possibilitou o registro de seus mitos de criação, comumente talhados em tábuas de argila.
Os sumérios acreditavam que a humanidade se deu por meio de uma série de criações divinas: Nammu, deus das águas, gerou Ki, deusa da terra e An, deus do céus, que juntos tiveram um filho, o deus Anki. Cansados de terem que executar trabalhos na Terra, os deuses clamaram por ajuda. Assim, Anki propôs a criação de um homem para suportar o trabalho. Utilizando o corpo e sangue de um deus morto, misturado com barro, Anki criou o primeiro humano, gerando assim a humanidade, encabida de trabalhar sobre a Terra.

#### Babilônios
Já os babilônios, civilização que se estabeleceu na região centro-sul da Mesopotâmia, entre 1 894 a.C. e 538 a.C., descreveram a origem do homem no Enuma Elish, uma coleção de tábuas nas quais estão registradas seus mitos de criação.
Enuma Elish é a declaração de abertura dos escritos, e significa “quando nas alturas”, remetendo à localização espacial do plano divino.

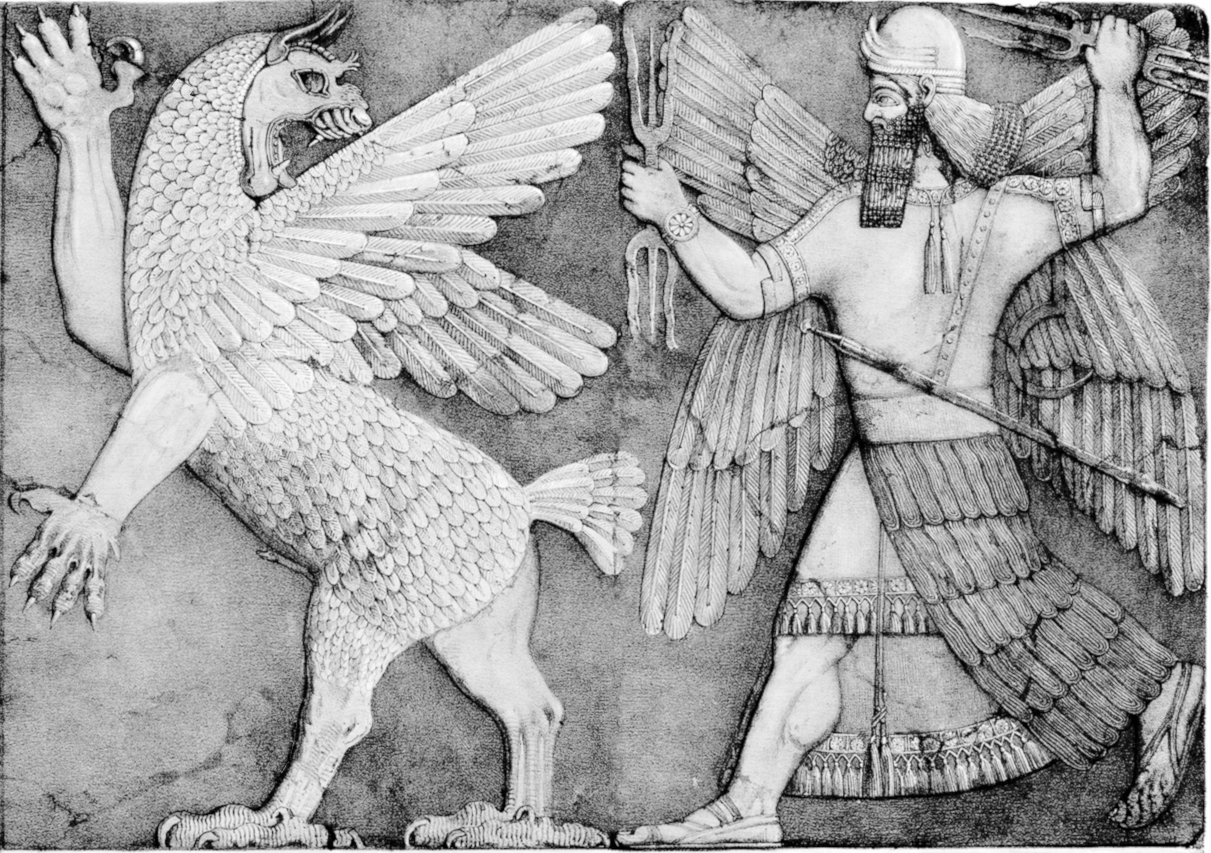
Batalha entre Marduque e Tiamate

De acordo com a obra, no começo, não havia nada, exceto água doce, representada pelo deus Apsu, e água salgada, representada pela deusa Tiamate. As duas águas se misturaram, e dessa mistura nasceu a primeira geração de deuses. Porém, Apsu se incomodou com os novos deuses e decidiu exterminá-los. Um de seus filhos, o deus Ea, o mais inteligente, descobriu a trama e matou seu pai. Enfurecida pela morte de Apsu, Tiamate criou monstros terríveis para destruir todos os deuses, e criou também o guerreiro Qingu, a quem deu uma tábua que continha o destino de todas as coisas vivas. Tremendo o poder da mãe, Ea se uniu a sua esposa Damkina e tiveram um filho chamado Marduque, muito sábio. Marduque convenceu os outros deuses a lhe concederem seus poderes e o proclamaram rei. Então, atacou e matou Tiamate, dividindo o corpo dela no meio. Fez de uma metade o paraíso, e da outra a terra. Os olhos da deusa, usou para criar dois rios, o Tigre e o Eufrates. Também atacou e matou Qingu, e do sangue dele jorrou a humanidade, fadada a habitar a terra.

### Persas
Os persas foram uma civilização antiga que ocupava a região que hoje conhecemos como Irã, por volta de 2 000 a.C. a 1 500 a.C. Sua religião era o zoroastrismo, uma crença dualista que é reconhecida como uma das religiões organizadas maia antigas do mundo.

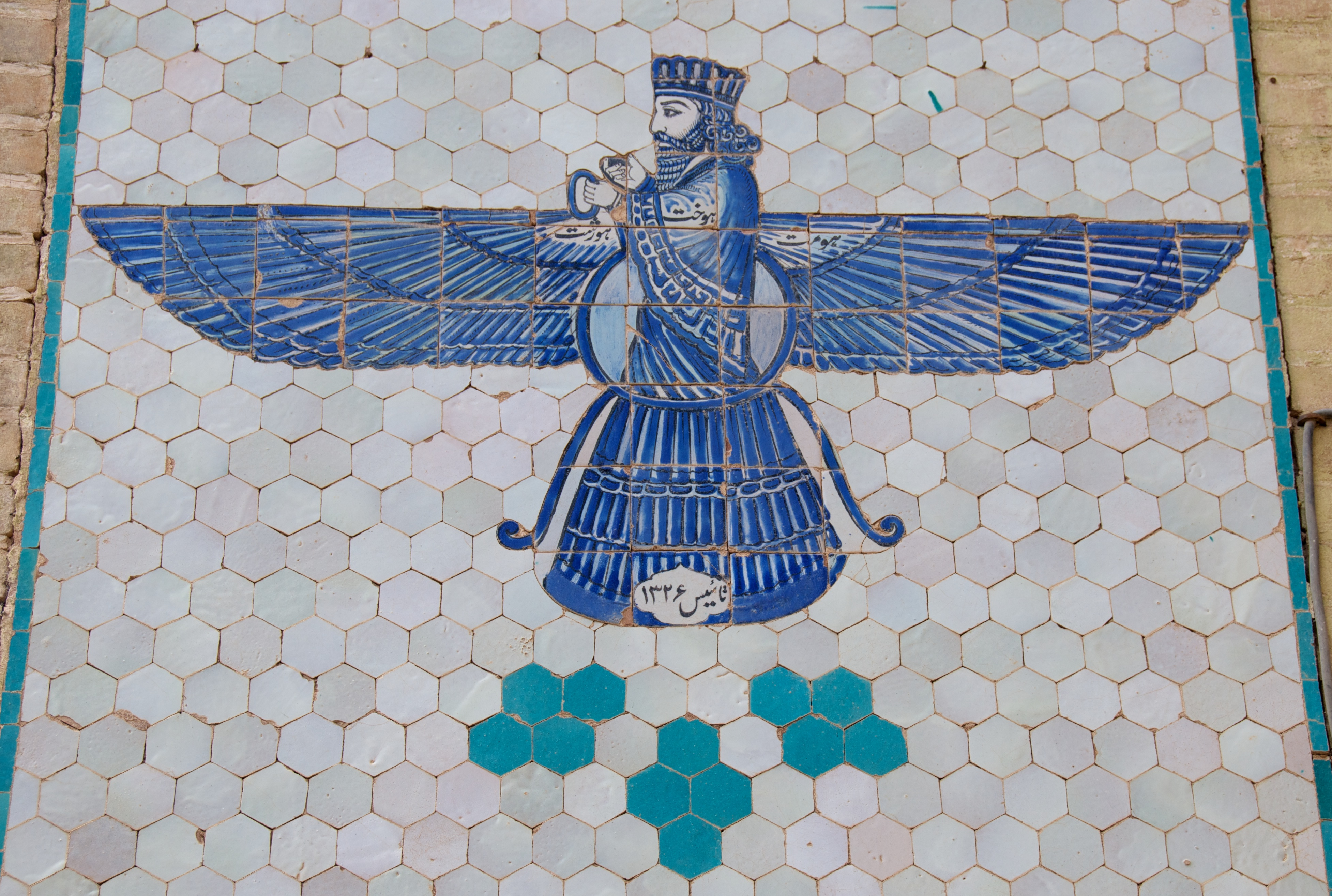
Ahura Mazda representado na Torre de Taft no Irã

Com base no antigo zoroastrismo, descrito nos textos sagrados Avesta e Bundahishn, acreditava-se que Zurvan, deus do tempo, criou os filhos gêmeos Ahura Mazda e Ahriman. Os gêmeos eram opostos e fundamentais para o equilíbrio do universo: eram a luz e a escuridão, o bem e o mal.
Ahura Mazda criou a luz, o mundo, os astros, e a bondade. Também criou o primeiro humano, o moldou para ser bom e o chamou de Gayomard. Mas Ahriman continha o mal em si, e estava determinado a acabar com as obras do irmão. Criou demônios, doenças, sofrimento; condenou a humanidade à mortalidade ao matar o primeiro humano criado por seu irmão. Ahura Mazda então, soprou uma alma nas plantas e criou Mashya e Mashyoi, homem e mulher que estavam destinados a procriar toda a humanidade, e lhes deu o livre-arbítrio.
Ahura Mazda e Ahriman não eram capazes de derrotar um ao outro, e por isso, a universo se encontrará sempre no meio de uma eterna guerra entre os irmãos, entre o bem e o mal, até que enfim, acreditava-se que o bem finalmente venceria o mal em uma batalha apocalíptica no fim do mundo, e a humanidade seria reconstruída por Ahura Mazda para viver sem sofrimento, morte e dor.

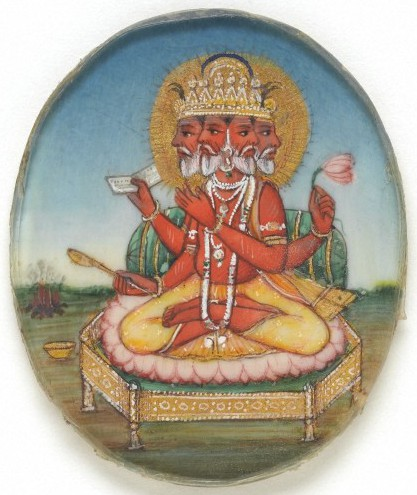
Brama

### Índia
De acordo com a mitologia hindu, descrita no Brahmanda Purana (datado de cerca de 450-950 d.C.), o ser supremo, Narayana fez do seu próprio corpo o deus criador Brama. Quando Brama foi criar o mundo, decidiu criar, de si próprio, habitantes para dar à terra. Da sua boca, criou o Brâmane, sacerdote ao qual confiou seus quatro Vedas. De seu braço direito, criou Chatria, o guerreiro, e de seu braço esquerdo criou uma esposa para ele. De suas coxas criou os Vaissias, comerciantes e agricultores, e de seus pés criou os Sudras, para serem trabalhadores.

### China
Acreditava-se, segundo o Taoismo, religião filosófica chinesa que surgiu em meados da Dinastia Han, que antes da criação do universo havia apenas o Caos. Dele, emergiu um ovo cósmico, que rachou: sua clara se tornou o céu, a gema se tornou a terra, as partes maiores da casca se tornaram o sol e a lua, e as menores as estrelas. Além disso, do ovo nasceu Pangu, uma entidade divina que separou Yang, a luz, de Yin, a escuridão, princípios da natureza emergidos do caos.

Yin Yang

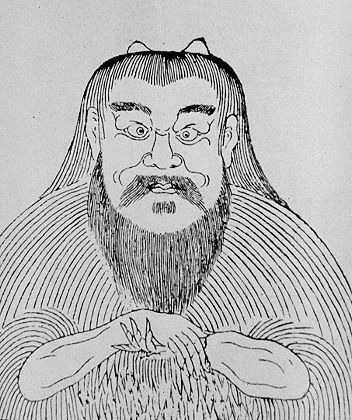
Pangu

Todo dia Yang crescia, formando o céu, Yin afundava, formando a terra, e Pangu se mantinha entre os dois para mantê-los separados. Conforme o tempo se passou, Pangu foi definhando e dos pedaços de seu corpo foram surgindo as características do universo: montanhas, rios e mares, vento, trovões, estrelas, túneis e rochas. A humanidade também surgiu de Pangu, porém há discordâncias quanto sua origem: alguns afirmam que os humanos se originaram das pulgas que viviam no corpo de Pangu, outros acreditam que Pangu criou os homens utilizando argila. E assim a Terra adquiriu a configuração que conhecemos, e os humanos passaram a habitá-la.

### Japão

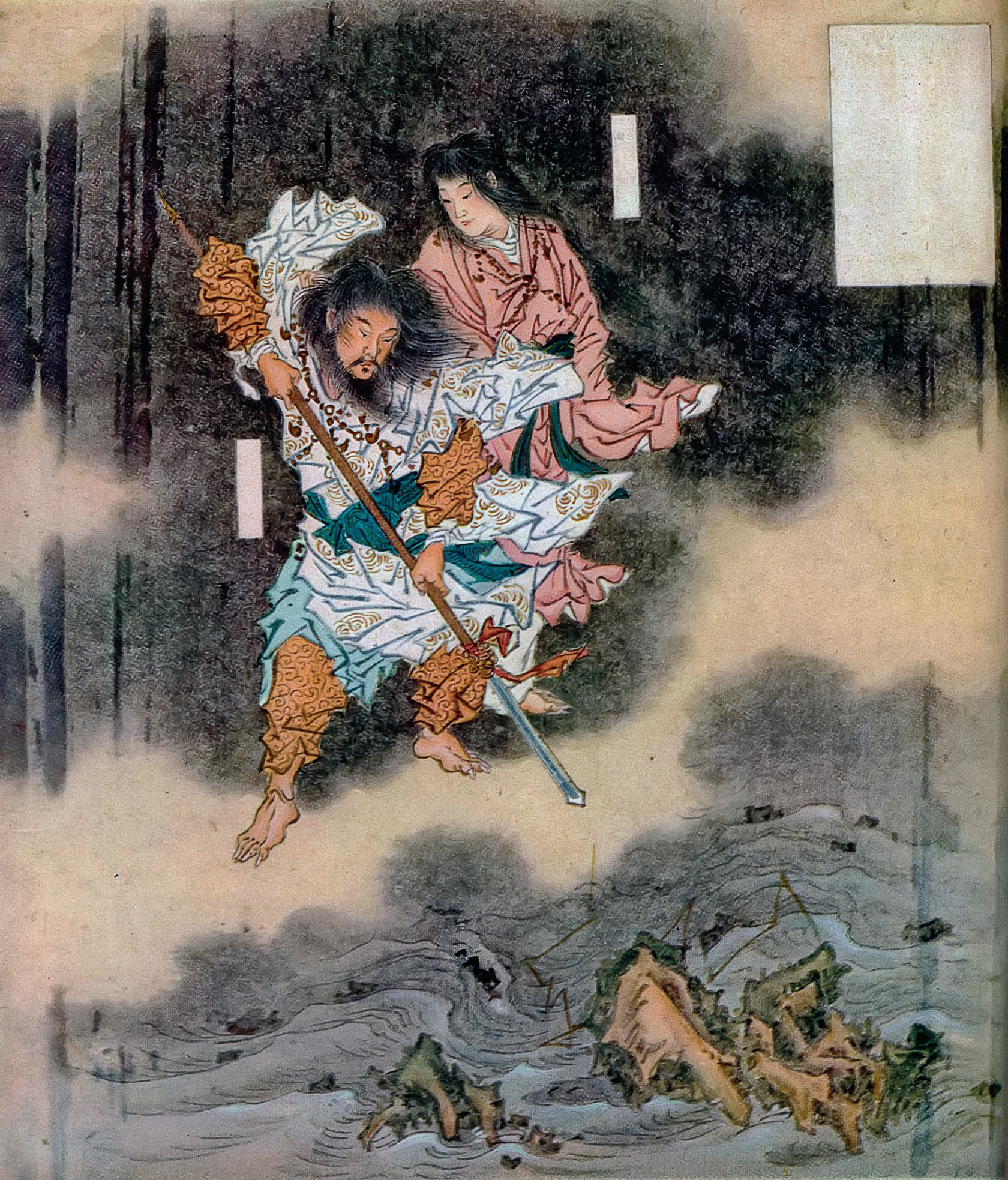
Izanagi e Izanami dando luz ao Japão

Conforme o Kojiki, considerado o texto mais antigo sobre a criação do Japão, e que detalha sua mitologia, as entidades celestes concederam às divindades Izanagi e Izanami a tarefa de criar o Japão. De sua união, criaram as oito maiores ilhas do Japão e também as seis menores. Das placas salinas, criaram uma ilha para seu casamento, do qual nasceram outras ilhas do Japão. O casal de divindades então criou vários espíritos para representarem as características do Japão, contudo, o espírito do fogo, Kagutsuchi, ao nascer,queimou Izanami muito gravemente, e ela faleceu. Izanagi, então viajou até o submundo para resgatar sua esposa, e ao chegar lá, se deparou com o corpo de Izanami podre, e declarou que estavam divorciados. Muito furiosa e desolada, Izanami jurou estrangular 1 000 pessoas a cada dia, mas Izanagi a contrapôs, jurando fazer nascer1500 pessoas todo dia. Nota-se que esta se trata da primeira menção à humanidade no mito de criação, e não se sabe de alguma narrativa que explique a origem dos homens para a mitologia japonesa descrita no Kojiki.

### Coreia

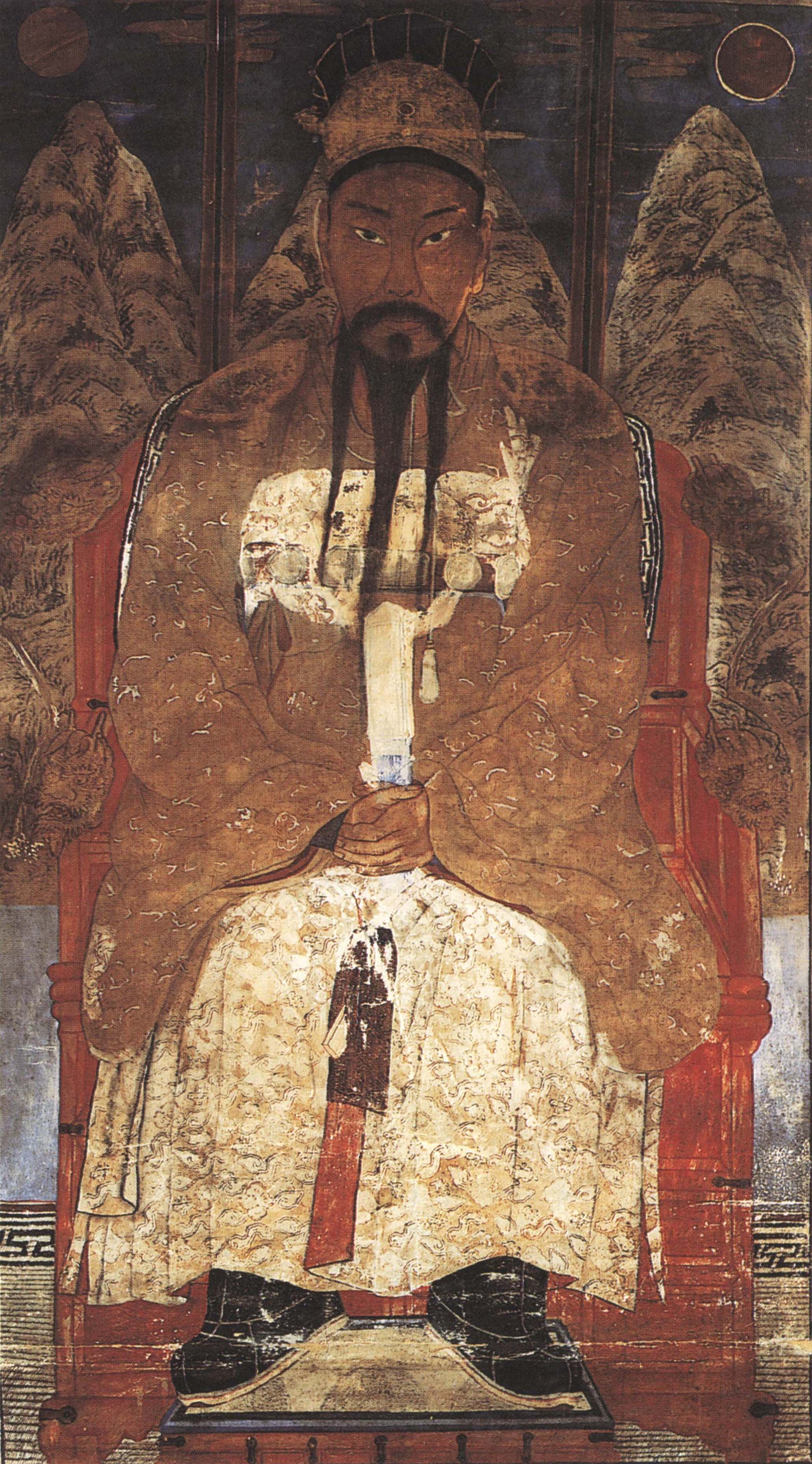
Retrato de Dangun

Na mitologia coreana, de maneira semelhante à japonesa, não há registro de um mito antropogênico, que explicasse o surgimento dos humanos. Contudo, um dos principais mitos antigos presente na cultura procura explicar a origem da nação coreana, enxergada na cultura como um grupo homogêneo que descende do mesmo ancestral. O mito da fundação da Coreia, descrito no Samguk Yusa [en], livro de lendas e contos coreanos datados de 1 281 a.C., conta a história de Hwanung [en], filho da divindade que reinava os céus. Hwanung pediu ao seu pai se poderia descer à Terra e construir sua própria nação, e, após ser autorizado, se fixa no monte T’aebaek-san, onde assumiu o título de governante divino dos humanos de lá. Um dia, um tigre e um urso se aproximaram se Hwanung, e imploraram para que ele os transformassem em seres humanos. Hwanung os orientou a ingerir artemísia e alho e permanecer no escuro durante cem dias. O tigre logo desistiu da espera, porém o urso foi até o fim e se transformou em uma bela mulher, que sempre o reverenciava, agradecida pela transformação. Sensibilizado pelas atitudes da moça, Hwanung se juntou a ela e conceberam um filho, chamado Dangun, que cresceu e se tornou um sábio governante, fundando o primeiro reino coreano, Gojoseon. Teve muitos descendentes, que se tornaram o povo coreano.

## Cristianismo e Judaísmo
Na Bíblia, o livro do Gênesis narra a criação da humanidade: Adão e Eva, os primeiros humanos, são criados por Deus a partir do barro. Então eles pecam, seguindo a tentação da serpente, e comem da árvore proibida. Assim, Deus os expulsa do paraíso, o Jardim de Éden. Assim, inseridos na vida terrana, Adão e Eva geram descendentes, que formam a humanidade.

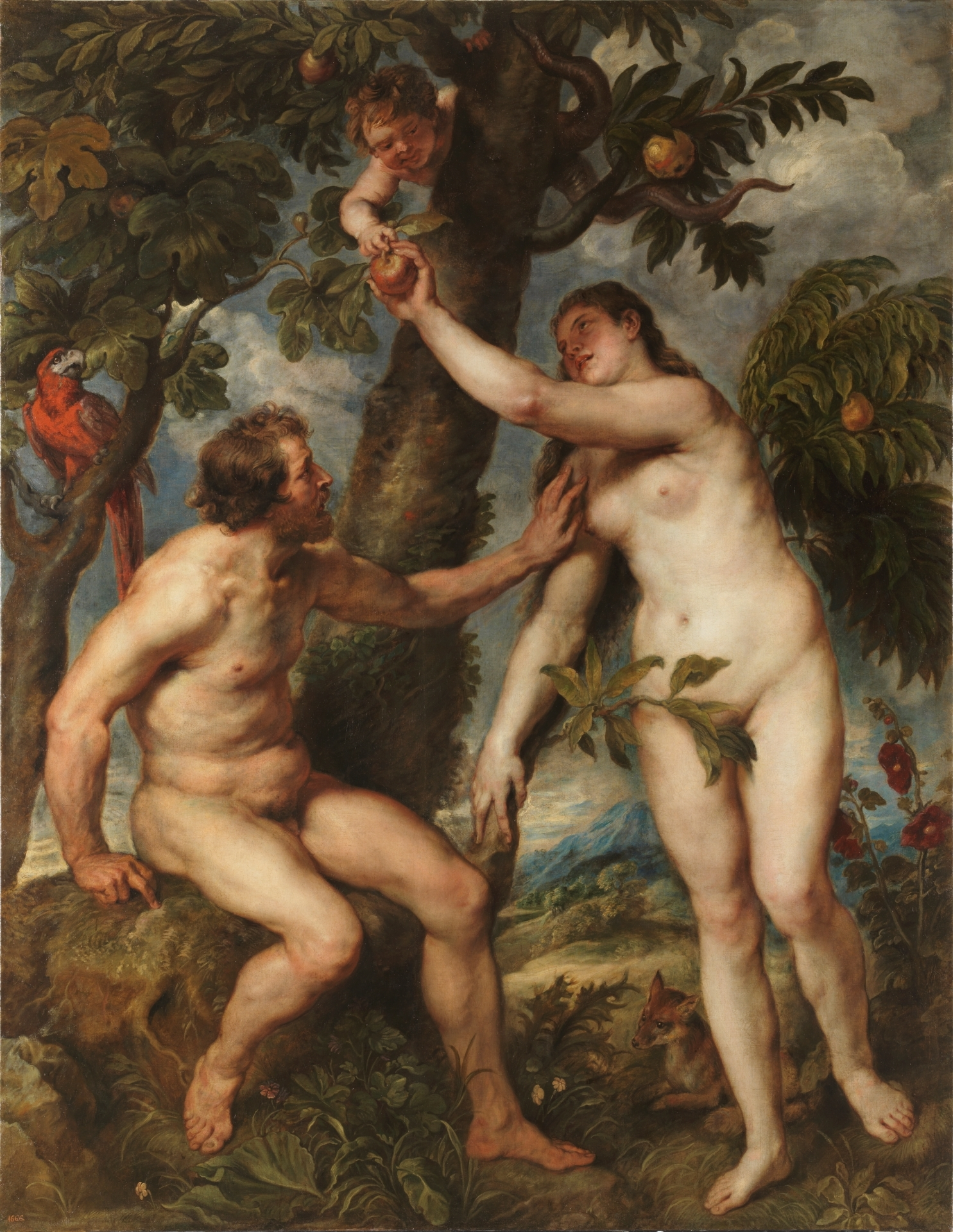
Adão e Eva no Jardim do Éden

Hoje, muitos teólogos consideram esta narrativa alegórica, abandonando seu sentido literal, tendo o próprio papa João Paulo II expressado que há compatibilidade entre a evolução e a fé católica. Ainda assim, existem setores fundamentalistas (mesmo dentro dos católicos) que crêem na interpretação literal do gênesis, ou de outros livros e mitologias religiosas diversas.
Segundo a cabala, a tradição esotérica e mística do judaísmo, a criação do mundo e do Homem deu-se por emanações de um princípio chamado de Ain Soph. Estas emanações são chamadas de Sefirot, em número de dez, e o seu conjunto forma a árvore da vida, que representa esotericamente o Homem Arquetípico, Homem Primordial, Adam Kadmon. O mundo material é representado na árvore da vida por sua base, que é associada a Adonai (ver Tetragrammaton).